# روبي (مسلسل)
روبي (بالإسبانية: Rubí) مسلسل مكسيكي مكون من 115 حلقة، مدة كل حلقة حوالي 45 دقيقة. كتب المسلسل يولندا فركاس. بدأ عرضه في 17 مايو 2004. في فرنسا في 2006 على قناة M6. وتم عرضة أيضاً في 2006 على قناة إم بي سي 4. وفي المغرب في نوفمبر 2008 على قناة دوزيم.

## القصة
«روبي» فتاة جامعية من طبقة فقيرة، اعتقدت أنه بجمالها ومكرها تستطيع أن تصل إلى الثراء الذي طالما حلمت به وتدوس على كل من حولها لتحقيق ذلك حتى لو اضطرت إلى التخلي عن حبها الحقيقي وأصدقائها، وعائلتها التي تحبها.
فروبي تحاول بشتى الطرق التخلص من الفقر الذي تعيشه مع أمها وأختها، وتحلم بالزواج من رجل وسيم وثري يعوضها عن الحرمان الذي عاشته داخل عائلتها الصغيرة. تدرس روبي بالجامعة بعد أن حصلت على منحة دراسية، وتتعرف هناك على فتاة من طبقة راقية جميلة وطيبة القلب تدعى «ماريبل»، وتصبحان صديقتين. فتحدثها ماريبل عن إعاقتها بسبب حادث وقع لها في صغرها فقدت على إثره والدتها وأصبحت هي عاجزة لا تستطيع المشي إلا بدعامات.
تحب ماربيل روبي كثيرا وتتعلق بها وتثق بها في حين أن هذه الأخيرة لا تحبها وتغار منها، خاصة بعد أن تعرفت ماربيل على هيكتور، الشاب الوسيم والغني، يأتي لزيارة ماربيل في مكسيكو صحبة صديق له يدعى «أليخاندرو» وهو طبيب.
بعد لقاء أليخاندرو بروبي يقعان في حب بعضهما من أول نظرة وتعتقد روبي أن الحظ قد ابتسم لها أخيرا، لكنها سرعان ما تصاب بخيبة أمل بعد أن تعرف أن الطبيب أليخاندرو فتى بسيط مثلها لا يملك لا الجاه ولا المال. في هذه الفترة يقرر «هيكتور» الزواج بماريبل لكن روبي تعمل المستحيل لكي تفرق بين صديقتها وخطيبها، وتنجح بإغوائه بسحرها وجمالها من أجل الحصول على ماله وتحقيق ما عاشت تحلم به منذ صباها.

## الأبطال
- باربرا موري في دور روبي.
- إدواردو سانتامارينا في دور أليخاندرو.
- سباستيان رولي في دور هيكتور.
- جاكلين براكامونتاس في دور ماربيل.

## أعلام
- فيكتور سانشيز

## وصلات خارجية
- روبي على موقع IMDb (الإنجليزية)
- روبي على موقع كينوبويسك (الروسية)
- روبي على موقع ألو سيني (الفرنسية)
- روبي على موقع قاعدة بيانات الفيلم (الإنجليزية)

- روبي في قاعدة بيانات الأفلام على الإنترنت.